# Bavilia flavocostata
Bavilia flavocostata là một loài bướm đêm trong họ Noctuidae.